# Camponotus schmeltzi
Camponotus schmeltzi är en myrart som beskrevs av Mayr 1866. Camponotus schmeltzi ingår i släktet hästmyror, och familjen myror.

## Underarter
Arten delas in i följande underarter:
- C. s. kadi
- C. s. loloma
- C. s. schmeltzi
- C. s. trotteri